# قلعه تنسبرگ
قلعه تونسبرگ (نروژی: Tunsberghus) یک قلعه قرون وسطایی واقع در شهر تونسبرگ نروژ می‌باشد که بیش از ۳۰۰ سال این شهر توسط این قلعه مورد حفاظت قرار گرفته‌است.

## تاریخچه
به‌طور عام این باور وجود دارد که تونسبرگ قدیمی‌ترین شهر نروژ بوده و یکی از قدیمی‌ترین استحکامات نروژ می‌باشد.
به گفته اسنوری استورلوسون (Snorri Sturluson) ادیب، مورخ و سیاست‌مدار ایسلندی، تونسبرگ قبل از نبرد هافرسفیورد بنا شده در زمان پادشاه هارالد یکم. نخستین پادشاه نروژ توانست نروژ را متحد کند.
این قلعه محل مهمی برای تجارت بوده ولی در حال حاضر فقط خرابه‌های این قلعه قرون وسطایی باقی مانده‌است.
در سال ۱۸۸۰ برج مدرن تونسبرگ به عنوان یادبود تاریخی این قلعه در همین محل بنا شد.
سال ۱۹۷۱ مقامات محلی ساخت داخلی را بهبود بخشیدند و لوحه‌های جدیدی در داخل برج نصب شد.

## نگارخانه

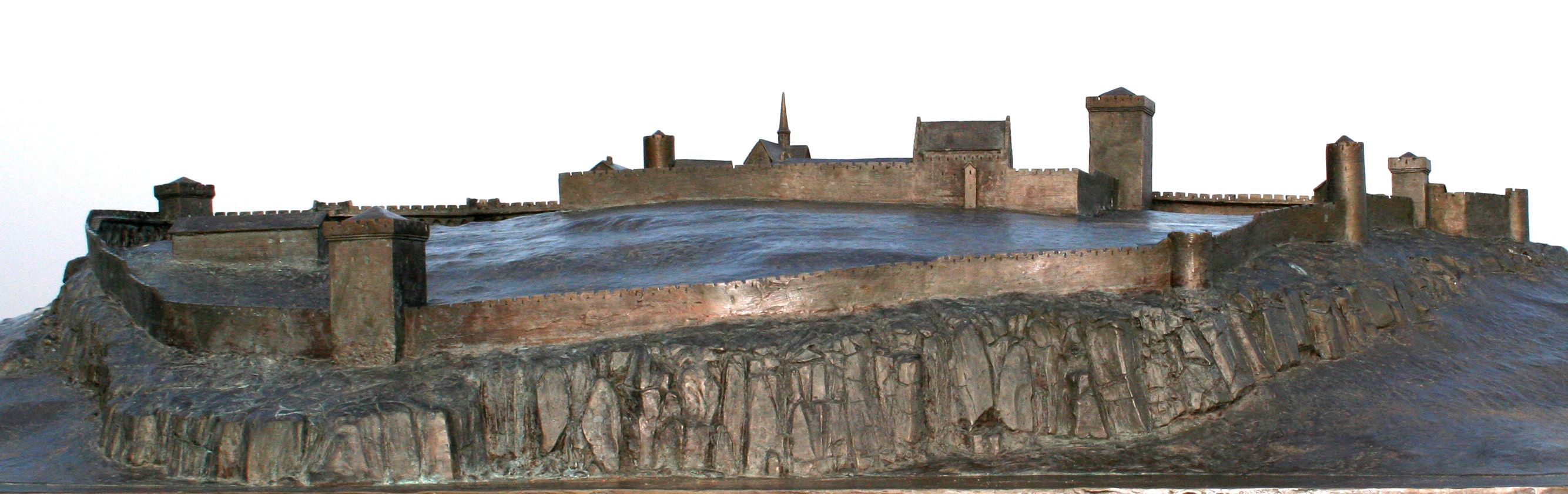
تصویر شماتیک قلعه تونسبرک در قرون وسطی
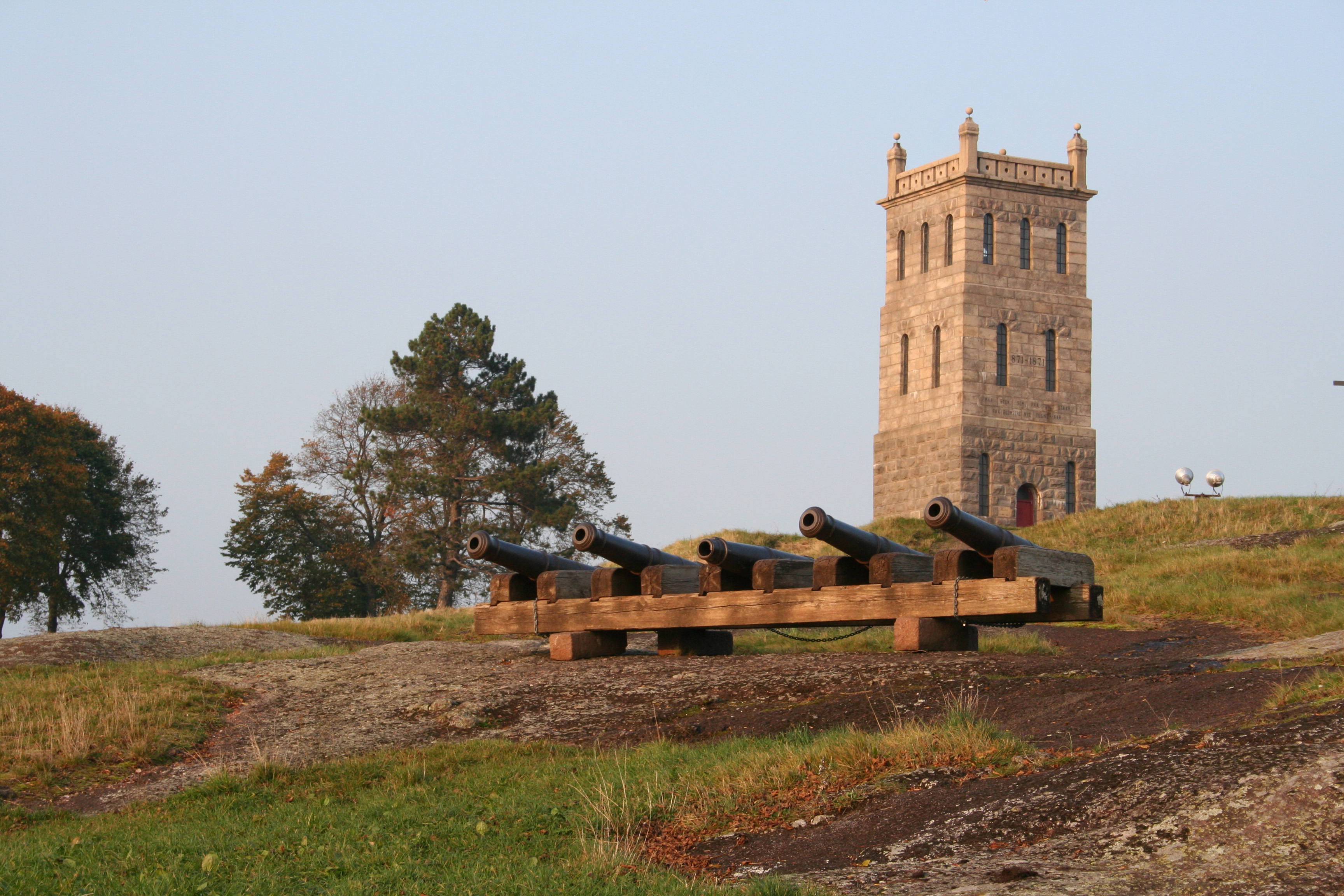
قلعه تونسبرک